# 樂高蝙蝠俠電影
《樂高蝙蝠俠電影》（英語：The Lego Batman Movie）是一部2017年澳大利亞、美國和丹麥合拍的3D動作喜劇電腦動畫電影。以2014年電影《樂高玩電影》中DC漫畫旗下的角色蝙蝠俠為主角的一部衍生作品。由克里斯·麥凱執導，賽斯·葛雷恩·史密斯編劇。由威爾·阿奈特為蝙蝠俠配音，其他配音主演包括雷夫·范恩斯、蘿莎瑞·道森、麥可·塞拉、查克·葛里芬納奇和瑪麗亞·凱莉。
電影由華納兄弟於2017年2月9日香港上映，2月10日在美國與臺灣上映，3月3日在中国大陆上映。

## 劇情
自從蝙蝠俠跟艾密特等人一起拯救樂高宇宙後，他回到高譚市繼續維護正義，在一場行動中阻止多年來的宿敵小丑企圖炸毀城市根基。蝙蝠俠對小丑表示他在他的心目中「並不重要」，使深受打擊的小丑決定對蝙蝠俠實施報復。行動大獲全勝後過去一天，蝙蝠俠卸下面具以布魯斯·韋恩身份出席城市冬日派對，而警察局長詹姆斯·高登也在派對上卸任後，讓女兒芭芭拉接棒局長職責。芭芭拉上任後決定重新修整城市警察系統，也決定不再拜託蝙蝠俠。這時，小丑帶領所有反派闖進派對現場後，卻突然對換裝趕到的蝙蝠俠及芭芭拉面前舉手投降，並與所有隨行的反派們一起被收押；唯獨只有哈莉·奎茵逃之夭夭。犯罪時期隨之終結，蝙蝠俠失去影響力，但他有感小丑是故意被捕，加上在外喬裝的哈莉的有意暗示下，蝙蝠俠決定將小丑送進關押眾多樂高宇宙最危險反派的幻影區中。
蝙蝠俠計畫去竊取超人所持有的幻影區傳送機，他的老管家阿福·潘尼沃斯因為看不上他的胡鬧而進行干涉，建議他試著去撫養在派對上無意簽約、收留的孤兒迪克·格雷森。在阿福故意將迪克引進蝙蝠洞後，蝙蝠俠將計就計而把迪克訓練成他的英雄跟班羅賓，命令他潛入超人位於北極的孤獨堡壘中將傳送機偷出來。羅賓的矯健身手輕易就拿到傳送機，蝙蝠俠於是和他走進關押小丑的阿卡漢精神病院，將小丑送進幻影區中。但蝙蝠俠的魯莽正中小丑下懷，他和羅賓也因此被芭芭拉關起來。當傳送機被鎖為證物時，哈莉出現搶走傳送機而將小丑傳送回來。小丑當時也聯合眾多邪惡反派：佛地魔、金剛、索倫、西女巫、美杜莎、史密斯幹員、戴立克、小精靈和挪威海怪等，開始大肆破壞城市。
芭芭拉見情況失控後認為城市需要蝙蝠俠，便釋放蝙蝠俠和羅賓，趕來的阿福也加入他們的行列一起拯救城市。所有人組成「蝙蝠家族」之陣形聯手擊敗多數敵人後，但蝙蝠俠突然害怕會像失去父母一樣失去這些戰友，因此將羅賓等人送離城市後單打獨鬥。蝙蝠俠獨自回到被小丑改造成遊樂園的韋恩莊園後，小丑認為蝙蝠俠永遠不會改變而將他送進幻影區中，並拿回被鎖進蝙蝠洞的炸彈，繼續實行毀滅城市的行動。進入幻影區後，蝙蝠俠在管理員「菲利斯」的投射影像中，瞭解到他的自私行為對每個人造成傷害，甚至得知羅賓一行人正準備回去莊園，但等待他們的是陷阱。蝙蝠俠只能接受恐懼，與菲利斯完成暫時回去的交易後，回到莊園救下羅賓等人，並對過去的行為表示歉意。蝙蝠俠還集結所有被小丑遺棄的反派，集體換上戰服後組成「高譚家族」去阻止小丑。
小丑身在城市能源站安置炸彈，化身「蝙蝠女孩」的芭芭拉領軍攻擊，在反派們的協助下，成功將所有小丑率領的邪惡反派們關回幻影區。然而，他們沒來得及阻止炸彈，爆炸摧毀根基使城市開始一分為二。蝙蝠俠即使不情願，但還是對站在另一邊的小丑講出他對自己的「重要」，當中包含成就他是英雄。小丑為此感動而也過來出一份力，在所有英雄、反派、與其他市民的攜手合作下，眾人成功將城市合併起來。蝙蝠俠成功拯救城市，按照約定準備回去幻影區，但菲利斯認為蝙蝠俠已經有所改變而選擇讓他留下來。蝙蝠俠決定讓小丑等人暫時逃跑，因為他堅信不管罪惡何時迴歸，都不會敵過他現今的蝙蝠家族。

## 配音員
| 配音             | 配音     | 配音   | 配音     | 角色                                                |
| 美國             | 台灣     | 香港   | 中國大陸 | 角色                                                |
| ---------------- | -------- | ------ | -------- | --------------------------------------------------- |
| 威尔·阿奈特      | 瑪莎     | 劉青雲 | 张云明   | 布魯斯·韋恩／蝙蝠俠（Bruce Wayne / Batman）         |
| 查克·葛里芬納奇  | 阿奎     | 張預東 | 张震     | 小丑（The Joker）                                   |
| 麥可·塞拉        | 鼓鼓     | 張敬軒 | 赵毅     | 迪克·格雷森／羅賓（Richard "Dick" Grayson / Robin） |
| 罗莎里奥·道森    | 丁噹     | 郭碧珍 | 马晓骥   | 芭芭拉·高登／蝙蝠女孩（Barbara Gordon / Batgirl）   |
| 雷夫·范恩斯      | 乱彈阿翔 |        | 高增志   | 阿尔弗莱德·潘尼沃斯（Alfred Pennyworth）            |
| 珍妮·斯蕾特      | 傅其慧   | 郭碧珍 | 黎筱蒙   | 哈莉·奎茵（Harley Quinn）                           |
| Siri 苏珊·班尼特 | 陳美貞   |        |          | 蝙蝠俠電腦／犀利姐（The Batcomputer / Puter）       |
| 赫克托·埃里仲杜  | 孫中台   |        |          | 詹姆斯·高登（Commissioner James "Jim" Gordon）      |
| 勞倫·懷特        |          |        |          | 奧哈拉（Chief O'Hara）                              |
| 勞倫·懷特        |          |        |          | 美杜莎（Medusa）                                    |
| 瑪麗亞·凱莉      | 紀家盈   | 陳安瑩 |          | 高譚市市長（Mayor McCaskill）                       |
| 埃迪·伊扎德      | 孫誠     | 李建良 |          | 伏地魔（Lord Voldemort）                            |
| 塞思·格林        | 陳凌雲   |        |          | 金剛（King Kong）                                   |
| 杰梅奈·克莱门特  | 楊少文   |        |          | 索倫（Sauron）                                      |
| 比利·迪·威廉斯   |          |        |          | 双面人（Two-Face）                                  |
| 瑞姬·林德霍姆    | 朱郁蓁   |        |          | 毒藤女（Poison Ivy）                                |
| 瑞姬·林德霍姆    |          |        |          | 西國魔女（Wicked Witch of the West）                |
| 柯南·奥布莱恩    |          |        |          | 謎語人（Riddler）                                   |
| 傑森·曼特佐卡茲  |          |        |          | 稻草人（Scarecrow）                                 |
| 佐伊·克拉维茨    | 徐瑀甄   |        |          | 猫女（Catwoman）                                    |
| 凱特·米庫奇      | 胡鎮璽   |        |          | 泥面人（Clayface）                                  |
| 道戈·班森        | 蘇恩裕   |        |          | 班恩（Bane）                                        |
| 大衛·波羅斯      |          |        |          | 主播菲爾（Anchorman Phil）                          |
| 大衛·波羅斯      |          |        |          | 急冻人（Mr. Freeze）                                |
| 馬特·維拉        |          |        |          | 殺手鱷（Killer Croc）                               |
| 強·溫佐爾        |          |        |          | 企鹅人（Penguin）                                   |
| 蘿拉·奈特林格    |          |        |          | 琵琶主播（Reporter Pippa）                          |
| 蘿拉·奈特林格    |          |        |          | 虎鯨（Orca）                                        |
| 陶德·漢森        |          |        |          | （Captain Dale）                                    |
| 克里斯·麥凱      |          |        |          | （Pilot Bill）                                      |
| 克里斯·麥凱      |          |        |          | 理查德·切斯（Richard Cheese）                       |
| 查尼·泰坦        | 方Q      |        |          | 超人（Superman）                                    |
| 艾莉·坎伯        | 楊凱凱   |        |          | 菲菲（Phyllis）                                     |
| 喬納·希爾        | 傅品晟   |        |          | 綠燈俠（Green Lantern）                             |
| 亞當·迪凡        |          |        |          | 閃電俠（ The Flash）                                |
| 布倫特·穆斯伯格  |          |        |          | 主播 #1（Reporter #1）                              |
| 拉爾夫·加曼      |          |        |          | 主播 #2（Reporter #2）                              |
| 克里斯·哈德維克  |          |        |          | 主播 #2（Reporter #2）                              |

## 制作
2014年10月，据报道威尔·阿奈特将在克里斯·麦凯导演的2017年《乐高蝙蝠侠》外传电影中回归。此前麦凯曾执导《樂高玩電影2》，但该项目被推迟。2014年10月30日，澳大利亚动画工作室宣布正商讨接下来三部乐高电影的制作事宜，新南威尔士州政府将资助所有电影。

## 發行
《樂高蝙蝠俠電影》於2017年1月29日在愛爾蘭都柏林舉行首映禮，並定於2017年2月10日在美國廣泛上映。其中也包含IMAX版本的發行。

## 彩蛋與聯繫
- 阿福在電影中講解蝙蝠俠的歷史聯繫至今為止所有蝙蝠俠的影視作品，每部以樂高的方式展現出來，包括1966年電視劇版的《蝙蝠俠（英语：Batman (TV series)）》。
- 片中出現的奧哈拉警長，人物來自1966年電視劇版的《蝙蝠俠（英语：Batman (TV series)）》，而該人物在電視劇中為男性。
- 在水中幫小丑裝設炸彈的小企鵝，取自電影《蝙蝠俠歸來》中企鵝人的企鵝軍團，而企鵝人在片中所乘坐的鴨子船同樣也取自該電影。
- 小丑在電影中故意投降被關進阿卡漢精神病院的段落，參照電子遊戲《蝙蝠俠：阿卡漢瘋人院》。
- 泥面人在派對上不慎被急凍人的冷凍光線冰凍住的一段，取自遊戲《蝙蝠俠：阿卡漢城市》，在結尾時蝙蝠俠也是靠類似冷凍裝置對付泥面人。

## 中文配音
在臺灣，有別於其他相關於蝙蝠俠的動畫中文配音，整部電影將「蝙蝠俠」一詞，根據中華民國教育部重編國語辭典修訂本，發音為「ㄅㄧㄢ　ㄈㄨˊ　ㄒㄧㄚˊ」（biān fú xiá），而非「ㄅㄧㄢˇ　ㄈㄨˊ　ㄒㄧㄚˊ」（biǎn fú xiá）。

## 市場營銷

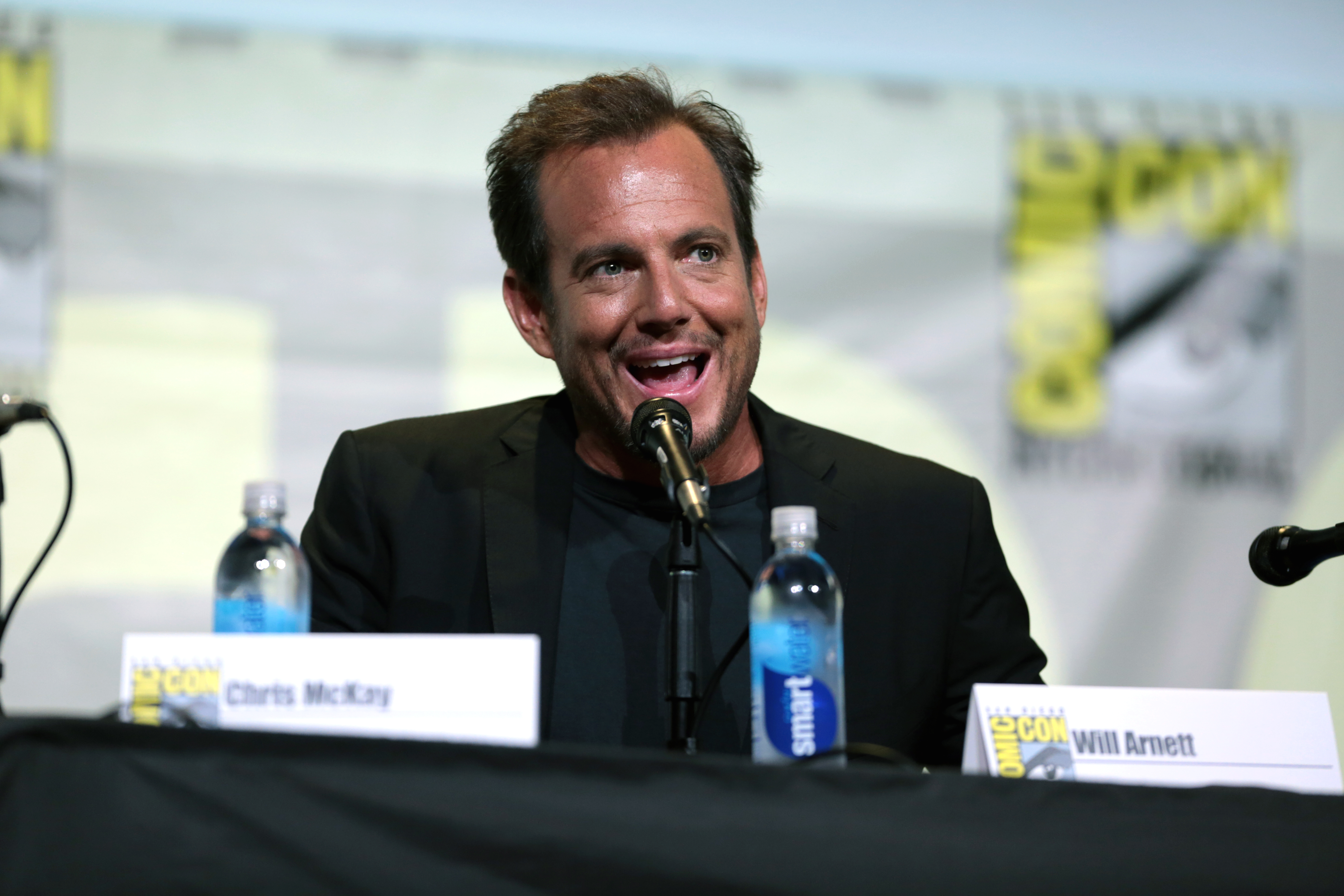
威尔·阿奈特在2016年圣迭戈国际漫画展上宣传影片。

首支預告片於2016年3月24日在網上釋出，其中包括了威茲·哈利法的歌曲《Black and Yellow》。预告片贴片《蝙蝠侠大战超人：正义黎明》在影院放映。第二支预告片于2016年3月28日发布，引用了包括20世纪60年代的《蝙蝠侠》电视剧在内的真人作品。第三支预告片2016年7月23日发布。第四支预告片2016年11月4日亮相。游戏《乐高纬度》《乐高蝙蝠侠大电影》故事包于2017年2月10日上线。该包新增六个电影情节故事关卡及罗宾和蝙蝠女两个角色、可驾驶的蝙蝠翼和基于蝙蝠电脑的网关模型。同日发行的还有包含蝙蝠侠圣剑（Excalibur Batman）和仿生战马（Bionic Steed）的欢乐包。
2017年1月14日，在底特律车展上，雪佛兰发布用35万块乐高积木拼接而成的蝙蝠车。该周周末，文艺复兴中心投影了一个蝙蝠标志。

## 反響

### 評價
《樂高蝙蝠俠電影》整體的評價以正面居多。爛番茄根據316條評論，持有90%的新鮮度，平均得分7.5／10。Metacritic得分75。據CinemaScore調查，觀眾的反應在A+至F間落於「A-」，口碑正面。

### 票房
在北美，《樂高蝙蝠俠電影》與同期上映的《格雷的五十道陰影：束縛》和《捍衛任務2：殺神回歸》共同競爭，預估於首週末能從三千多間戲院中獲得6000萬美元左右的票房。美國首週末票房總計5560萬美元，位居當週票房冠軍。
在中国大陆，首周票房约为392万元人民币，而总票房为4200万人民币。
| 上一届： 《分裂》 | 2017年美國週末票房冠軍 第6-7週 | 下一届： 《逃出絕命鎮》 |

## 外部連結
- 互联网电影数据库（IMDb）上《樂高蝙蝠俠電影》的资料（英文）
- Box Office Mojo上《樂高蝙蝠俠電影》的資料（英文）
- 爛番茄上《樂高蝙蝠俠電影》的資料（英文）
- AllMovie上《樂高蝙蝠俠電影》的资料（英文）
- Metacritic上《樂高蝙蝠俠電影》的資料（英文）
- 開眼電影網上《樂高蝙蝠俠電影》的資料（繁體中文）
- 豆瓣电影上《樂高蝙蝠俠電影》的資料 （简体中文）
- 时光网上《樂高蝙蝠俠電影》的資料（简体中文）